# У серпні сорок четвертого (роман)
«У серпні сорок четвертого» (рос. В августе сорок четвёртого, також відомий під назвою «Момент істини») — роман російського радянського письменника Володимира Богомолова. Вперше опублікований у 1974 році, окремі частини роману публікувалися в 1965-70 роках. У 1977 роман вийшов у перекладі українською мовою (видавництво «Молодь», перекладач О. Стаєцький). Загалом перекладений понад 20 різними мовами, зазнав біля 100 видань. Перше російське видання наразилось на серйозний спротив радянської офіційної цензури та протидію КДБ. Вважається одним з найкращих художніх творів на військову тематику та творів про долю людини на війні.
У романі описані події німецько-радянської війни на території західної Білорусі та, частково, Литви 1944 року. В основу роману покладені справжні події, відбиті в офіційних документах того часу.

## Сюжет
Дія роману відбувається в серпні 1944 на нещодавно звільненій радянськими військами території Білорусі. У прифронтовій смузі двох радянських фронтів — 1-го Прибалтійського і 3-го Білоруського — діє кваліфікована група німецьких агентів, яка зовнішнім спостереженням і через резидентуру видобуває для німецького командування цінну розвідувальну інформацію. Пошуком цих агентів займається одна з оперативно-розшукових груп Управління контррозвідки СМЕРШ 3-го Білоруського фронту під керівництвом капітана Альохіна. Майже двотижневий розшук відчутних результатів не дав. Пошуки ускладнюються наявністю в прифронтовій зоні ворожих до радянських військ підрозділів польської Армії Крайової та литовських Лісових братів…

## Персонажі
- Капітан Павло Васильович Альохін — старший оперативно-розшукової групи Управління контррозвідки 3-го Білоруського фронту.
- Старший лейтенант Євген Таманцев на прізвисько «Скорохват» — оперативник військової контррозвідки у групі Альохіна.
- Гвардії лейтенант Андрій Степанович Блінов на прізвисько «Малюк» — стажист, направлений у групу Альохіна після поранення на фронті.
- Підполковник Микола Федорович Поляков — начальник розшукового відділу Управління контррозвідки 3-го Білоруського фронту.
- Генерал-лейтенант Олексій Миколайович Єгоров — начальник Управління контррозвідки 3-го Білоруського фронту.

## Особливості авторського стилю
Автор використав цікавий прийом опису подій роману: події, часто — ті самі, подаються з точки зору різних героїв, що дозволяє читачам краще зрозуміти особливості характерів.
Автору вдалося зобразити війну як важку і брудну роботу на межі виснаження людських фізичних та нервових сил.

## Історія написання та перекладів
Під час роботи над романом автор піддавався контролю радянських спецслужб.
Роман не видавався польською мовою через наявну в романі критику польської Армії Крайової, хоча автор думками головного героя, Альохіна, відзначає мужність учасників повстання поляків у Варшаві, яке розпочала Армія Крайова.

## Екранізації та постановки
- Екранізація роману була здійснена у 2000 році білоруським режисером Михайлом Пташуком[4]. Не зважаючи на участь відомих акторів, фільм зазнав критики читачів роману.
- Леонідом Хейфецем у 1995 створено однойменний радіоспектакль[5].